# Sliding Stop

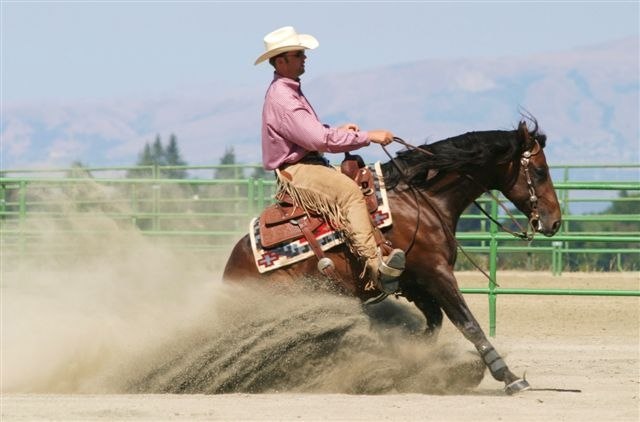
Sliding Stop

Der Sliding Stop wird in der Reining, der „Dressur“ des Westernreitens verlangt. In der leichten Klasse werden nur einfache Stopps gefordert. In der schweren Klasse der Sliding Stop. Dafür benötigt man einen speziellen Boden (harter Untergrund und Sandauflage, die beim Rutschen weggeschoben wird) und das Pferd einen Sliding-Beschlag (siehe Hufeisen).
Das Pferd wird auf einer Geraden, dem sogenannten Run-down, langsam beschleunigt. Damit soll der Stop spektakulärer ausfallen und das Pferd gut auf die Hinterhand kommen. Dann wird mit dem stimmlichen Kommando „Whoa“ und mit Einsitzen der Stop eingeleitet. Der Zügel soll hingegen nicht angenommen werden, sondern lose bleiben. Das Pferd „setzt“ sich dabei auf die Hinterbeine. Durch den Beschlag rutscht es auf den Hinterhufen, während es mit den Vorderbeinen bis zum Stillstand weiterläuft.
Trainiert wird zuerst aus dem Schritt, dann aus dem Trab und erst dann aus dem (langsamen) Galopp. Wird zu schnell vorgegangen, schädigt das die Beine des Pferdes, weil ihm die Muskeln zum „Durchhalten“ fehlen. Auch der Reiter muss das Stoppen erst lernen.
Es gibt spezialisierte Wettbewerbe, bei denen lediglich die Länge des Slides gewertet wird. Der Rekord liegt bei rund 20 Meter. So extreme Slides sind aber nur mit speziellen Eisen und auf einem speziell dafür präparierten Boden möglich.

## Kritik
Der Sliding Stop ist ein spektakuläres Manöver und für viele so etwas wie das Wahrzeichen des Westernreitens. Dennoch gibt es auch kritische Stimmen. Das Westernreiten stammt aus der Bedarfsreiterei der amerikanischen Cowboys und sollte sich auch in der Turnierform immer noch an diesen Ursprüngen orientieren. Der Sliding Stop steht dem nun aber diametral entgegen: Bei der Rinderarbeit muss das Pferd auf möglichst engem Raum schnelle Manöver ausführen können, mithin also beim Stop möglichst schnell zum Stillstand kommen und nicht wie im Turnier gefordert noch mehrere Meter weit (und womöglich an der Kuh vorbei) gleiten. Außerdem sind die für den Sliding Stop benötigten flachen, rutschigen Eisen für jeden anderen Einsatz – insbesondere Geländeritte – völlig unbrauchbar.
Manchmal gehörte gesundheitliche Bedenken sind hingegen unbegründet, falls das Pferd sorgfältig aufgebaut und der Stop verantwortungsvoll gefordert wird. So extreme Manöver dürfen nur mit gut ausgebildeten Pferden und auf einem geeigneten Boden ausgeführt werden.